# Luís Pereira de Sousa

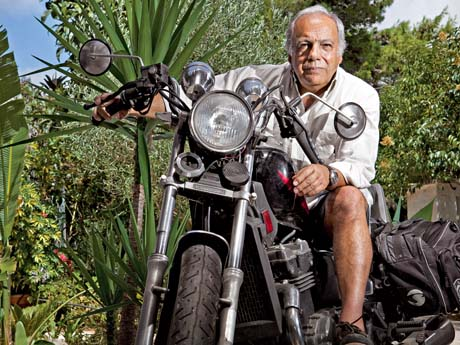
Luís Pereira de Sousa.

Luís Pereira de Sousa (Porto, 1 de Janeiro de 1941) é um profissional da comunicação portuguesa, que desde 1960 desenvolve intensa actividade na rádio, cinema, televisão e jornais nacionais e estrangeiros. Na televisão foi jornalista e locutor de programas.

## Biografia

### Infância
Nasceu no início dos anos 1940 na Casa de Saúde da Boavista, no Porto, local onde sua mãe, residente em Lamego, se vira obrigada a deslocar–se para dar à luz um casal de gémeos. A mãe era professora primária, natural de Lamego, e o seu pai era um oficial de finanças natural de Olhão.
A família foi viver para a Parede e, mais tarde para Sassoeiros, locais onde a mãe desempenhou a função de professora. Acabariam por se fixar em Carcavelos, junto ao mar, elemento preponderante nos gostos da família.

### Primeiros passos no jornalismo
Com 19 anos produziu e apresentou um programa de rádio, com informação e divulgação do Concelho de Cascais, denominado "Cascais Entre o Mar e a Serra", no Clube Radiofónico de Portugal, patrocinado pela Farmácia Cordeiro.
Como repórter desportivo entrou nas Produções Lança Moreira que produziam o programa Golo, no Rádio Clube Português. Colaborou em vários programas dos Emissores Associados de Lisboa, tais como "Clipper Musical" e "Ouvindo as Estrelas", na Rádio Renascença.
Foi convidado para ser locutor do Rádio Clube Português, completando a sua actividade na altura com locuções nos principais jornais de actualidades cinematográficas. Entre estes, contavam-se "Rivus Pathe Magazine", da Telecine Moro e "Visor" de Perdigão Queiroga. Esta experiência permitir-lhe-ia anos mais tarde vir a ser realizador, redactor e locutor do "Jornal de Actualidades Cinematográficas", do Instituto Português de Cinema.

### Colaborações com rádios estrangeiras
Pelas limitações na prática do jornalismo de então, desenvolveu uma intensa actividade como correspondente de várias estações portuguesas de África e do estrangeiro. Colaborou com a Emissora Católica de Angola, no programa "Luanda 64,65,66", com o Rádio Clube de Moçambique e com a South Africa Broadcasting (SABC), em representação das quais, fez reportagens em África, América e por toda a Europa. Em África, escreveu um conjunto de histórias sobre a guerra.
Na imprensa colaborou nos jornais Notícias e Noite e Dia e eventualmente em várias revistas de actualidades.

### Repórter do 25 de Abril
Colaborou com estas estações até ao 25 de Abril de 74, momento que lhe proporcionou efectuar a partir do quartel do Carmo, em Lisboa, uma reportagem em directo para a SABC sobre a rendição do governo deposto. Este trabalho atribuiria a esta estação o destaque de ter sido a primeira fora de Portugal a dar a notícia e a cobrir detalhadamente a revolução dos cravos. Foi um dos dois únicos jornalistas a acompanhar Salgueiro Maia na sua entrada no quartel do Carmo.

### O processo por abuso da liberdade de imprensa
Após o 25 de Abril, dado que as condições se deterioraram para profissionais da comunicação que desenvolviam uma actividade livre ou ligada a instituições que se deslocaram política e fisicamente de Portugal, tentou penetrar nas estações que até aí lhe eram vedadas por razões políticas. Assim, em momentos conturbados, passou a apresentar o programa “Actualidades”, análise política semanal ilustrada, onde procurou mostrar as contradições entre a realidade e o discurso político. Apresentou ainda “Domingo Fantástico”, um exercício de fantasia, em parceria com o conhecido sonoplasta angolano José Maria de Almeida. Ambos os programas eram transmitidos na antiga Emissora Nacional, que entretanto se passara a chamar RDP.
Ao fim de alguns meses, o primeiro programa terminou por claras incompatibilidades com a direcção de Programas. O segundo foi suspenso, na sequência de um processo judicial sobre "abuso da liberdade de imprensa", imposto também pela direcção de programas, após ter sido transmitida uma entrevista feita com o escritor Luís Pacheco, na qual este fazia referências humorísticas ao Presidente da República General Ramalho Eanes. Este foi o primeiro processo por violação da liberdade de imprensa a dar entrada nos tribunais após a revolução. O julgamento de feições rocambolescas decorreu no máximo sigilo. O réu apresentou–se sem advogado, afirmando nada ter para se desculpar. As testemunhas eram o próprio escritor Luiz Pacheco, que fugiria do Tribunal da Boa Hora a meio da audiência e Manuel Granjeio Crespo um irrequieto realizador de cinema e político anarquista, paraplégico, recém-candidato presidencial, conhecido como o "General rodinhas", que não conseguiu subir até à sala onde decorria o julgamento.
O juiz, após considerar o caso verdadeiramente kafkiano, absolveu o réu e elogiou–o pela peça, que considerou exemplar em termos de criatividade e imaginação.
Entretanto, o ministério público e direcção de programas recorreram para a instância superior. Por não terem sido cumpridas as formalidades na defesa desorganizada do réu, este acabou por ser condenado a 6 meses de cadeia remíveis em multa, que acabou por pagar. Por outro lado, o próprio General Ramalho Eanes faria chegar ao jornalista condenado a certeza de que em nada se sentia ofendido e, mais ainda, que apreciara a discutida peça radiofónica.

### A era da RTP
Na iminência de ter que sair do país por falta de trabalho, à ultima da hora foi convidado por Edmundo Pedro, presidente da RTP, para ingressar na estação de televisão pública. Ainda não tinha legalizada a sua situação na estação e já apresentava o Telejornal e o Frente a Frente, este um programa de debate político.
No final dos anos 1970, é convidado a participar como criativo na campanha publicitária dedicada aos CTT na qual saiu vencedora a frase “Código postal meio caminho andado”.
Foi convidado pela Panorâmica 35 a apresentar, com Herman José, um programa feito em vários locais do país, denominado Desporto de vida, onde se procurava mostrar como é importante a prática do esforço físico.
O primeiro programa ligeiro com a presença de público que apresentou foi o concurso Retrato de Família, ao lado de Ana Maria Lucas.
Após um interregno, inicia a coordenação e apresentação do Magazine 7, um espaço de actualidades primeiro aos domingos e depois aos sábados à tarde. Nesta fase, foi considerado pela imprensa o jornalista português mais popular.
Uma vez extinto o programa, por alteração da grelha, Luís Pereira de Sousa viria a permanecer durante cerca de um ano nas locuções e reportagem, até que Maria Elisa o convidou para criar um programa nas manhãs de Domingo, em parceria com Maria João Metello. O Bom dia Domingo foi o primeiro programa daquele horário dedicado aos mais jovens.
Na Rádio Comercial dá início a programas como Ora Ora, Manhã Manhã e Clube da Manhã onde misturava informação, humor e música.
Apresenta depois na RTP programas como Já Ca Canta (1983) e Zig-Zag (1984).
Nos anos seguintes, produziu, com a produtora 8ª Arte, programas como Coleccionando, Nunca é tarde e Um certo sorriso.
Em finais de 1990 voltou à grande reportagem tendo permanecido no departamento de grande reportagem da RTP até o mesmo ser extinto.

### Da RTP à actualidade
Rescindiu contrato então com a nova RTP e passou a dar voz a produções da TV Cabo, ao mesmo tempo que editou o Jornal Luso Press, distribuído em França e Inglaterra.
Colabora em rádios de Boston e da Nova Jérsia, nos EUA, e mantém colaborações com vários jornais, entre as quais se conta uma crónica semanal no Jornal da Costa do Sol.
Reside em Cascais, na Aldeia de Juso, perto do Guincho. As suas férias são, desde há mais de uma dezena de anos, passadas a velejar no Áries, o seu barco à vela, que tem respondido ao apelo de liberdade, de desafio e de paz, factores que têm norteado a sua vida.
Em 2011, voltou à RTP, com uma participação no programa humorístico Último a Sair, interpretando um repórter de serviço.
A  18 de Abril de 2013 foi internado nos cuidados intermédios do Hospital de Faro, no Algarve, onde deu entrada no serviço de urgência após um acidente num passeio de barco. O ano de 2013 também ficou marcado pelo lançamento do seu livro "Pânico à Beira-Mar".
No ano de 2015 participou num filme interativo denominado "O Livro dos Mortos".
Também em 2015, fez uma participação especial num episódio da série da RTP "Bem-Vindos a Beirais", onde foi convidado para visitar a aldeia. O episódio foi para o ar no dia 22 de abril de 2015.
De 28 de março de 2016 a 01 de abril de 2016, participou como locutor de continuidade na emissão da RTP Memória.

## Programas televisivos

### Magazine 7
Programa semanal emitido pela RTP, em 1981, primeiro aos Domingos e depois aos Sábados à tarde. Abordava temas da actualidade pouco comuns para época, com um estilo diferente, tendo com isso alcançado um sucesso assinalável.

### Retrato de Família
Concurso transmitido pela RTP em 1982. O apresentador era acompanhado por Ana Maria Lucas. Os concorrentes eram da mesma família. O júri era composto por Josefina Silva e por outros.

### Bom dia Domingo
Programa semanal emitido pela RTP1, nas manhãs de domingo, no início dos anos 1980. De cariz juvenil, foi o primeiro programa dedicado à faixa etária mais jovem a ser adoptado por pessoas de todas as idades. Marcou o reaparecimento de Maria João Metello.

### Já cá canta
Programa semanal transmitido pela RTP a partir de 1983. Diversos convidados demonstravam  capacidades musicais. A letra do genérico apresentava progressivamente o seu título: Já; já está; já cá está, já cá canta; já cá canta; já cá está, já cá canta!

### Zig Zag
Programa semanal transmitido em 1984 pela RTP, nas tardes de Domingo. Diversos convidados demonstravam  habilidades nas suas respectivas artes e ofícios. A rubrica dedicada aos jogos de computador do ZX Spectrum foi muito popular na época.

### Showbiz
Programa semanal transmitido pela RTP em 1986 e 1987. Apresentava diversas rubricas da área dos espectáculos, com um relevo especial para a música.

### Estúdio 4
Programa diário transmitido pela RTP em 1988, ao fim da tarde. Convidados eram entrevistados sobre assuntos sérios e ligeiros da sociedade portuguesa. Era dado destaque e particular atenção aos convidados anónimos que contavam histórias das suas vidas ou expunham questões surpreendentes para a maioria da população. O programa decorria com o apresentador, suas acompanhantes e os convidados sentados em sofás, havendo um grupo de dança permanente e uma pequena banda musical. Numa semana era co-apresentado por Rosa do Canto e noutra era por Isabel Alvarez.

### Jogos de Verão
Programa semanal transmitido pela RTP em 1989, nas tardes de domingo, durante o Verão. A acção decorria em praias espalhadas por Portugal, recebendo o apresentador concorrentes que tinham que jogar diversos jogos desportivos, como, por exemplo, a corrida dentro de um saco.

### Coleccionando
Programa semanal emitido pela RTP, no fim dos anos 1980. O apresentador revelava coleccionadores de objectos inesperados, tais como ementas de restaurantes ou conchas, apontando razões culturais e outras, que explicavam a paixão por essas colecções.

### Nunca é tarde
Programa semanal emitido pela RTP, no fim dos anos 1980. Tratava-se de um espaço dedicado à terceira idade, com a colaboração de diversos especialistas.

### Um certo sorriso
Programa semanal emitido pela RTP, no fim dos anos 1980. Consistia na narração de histórias, que procuravam fazer sorrir e dar que pensar. A maior parte das personagens observadas eram pessoas simples, que se tornavam exemplos de vida, pela sua coragem, valor, arte ou dedicação.

### Festa na feira
Programa semanal da RTP transmitido a partir da Feira Popular de Lisboa, em 1990. Era preenchido essencialmente por um concurso à escala nacional. Tomando tendo como base os jogos recreativos da feira tradicional portuguesa, numa reprodução do cenógrafo Jorge Rocha, vieram de todo o País delegações compostas por equipas de homens e mulheres hábeis nas mais variadas modalidades físicas, como rapidez, força, destreza. Assim, cortavam toros de lenha, carregavam sacos de farinha, jogavam nas setas no arremesso, ou agarravam um porco. O objectivo era mostrar as capacidades das gentes ligadas aos misteres dos campos e o espírito de equipa, ao mesmo tempo que se divulgavam hábitos e tradições regionais.

### Clube da manhã
Programa diário transmitido pela RTP em 1992, durante as manhãs, de segunda-feira a sexta-feira. Cada programa acolhia um convidado, que era entrevistado e trazia consigo um novo talento musical apadrinhado por si, que no fim do programa mostrava as suas qualidades, sendo submetido a uma votação. Roberto Leal foi um dos convidados. A assistente de Luís era nem mais nem menos a actriz Dalila Carmo.

### Onda de Verão
Programa semanal transmitido pela RTP em 1993, nas tardes de Sábado, durante o Verão. A acção decorria em praias espalhadas por Portugal, recebendo o apresentador concorrentes que tinham que jogar diversos jogos desportivos, apelando aos valores ecológicos, ao cuidado a ter em tempo de Verão e à alegria da população jovem em férias. Foi eleita a Miss Praia e desenvolveram–se concursos como os de tatuagem, construções na areia, procura do tesouro, mergulho de dezenas de mergulhadores que durante o programa procuravam mostrar como seria possível não poluir as praias, etc.

## Livros
Em Outubro de 2013, lançou um livro intitulado "Pânico à Beira-Mar", que conta a história de um jornalista que retém a história durante mais de duas décadas até que, afastado do trabalho e sem perspectivas futuras, resolve dar a conhecer a trama internacional em que se vira envolvido. "Deus, o Diabo e Eu" Luís Pereira de Sousa partilha em livro a sua assustadora experiência, esteve morto e voltou à vida.